# Chuck Yeager
Chuck Yeager, właśc. Charles Elwood Yeager (ur. 13 lutego 1923 w Myra w Zachodniej Wirginii, zm. 7 grudnia 2020 w Los Angeles) – amerykański wojskowy, generał dywizji (ang. Major General) United States Air Force, as myśliwski z czasów II wojny światowej, a w późniejszym okresie pilot doświadczalny. Pierwszy człowiek, który przekroczył barierę dźwięku.

## Życiorys

### Młodość
Wstąpił do Korpusu Powietrznego Armii Stanów Zjednoczonych w 1939, służąc początkowo jako mechanik lotniczy. W 1942 rozpoczął szkolenie lotnicze, które ukończył w 1943 uzyskując uprawnienia pilota. W 1944 został skierowany do Wielkiej Brytanii jako pilot samolotu myśliwskiego P-51 Mustang oznaczonego jako Glamorous Glennis, nazwanego na cześć ówczesnej dziewczyny Yeagera, a później żony, Glennis Faye Dickhouse. Podczas walk nad Francją zestrzelił jeden samolot nieprzyjacielski, a 8 marca 1944 sam został zestrzelony. Uciekł do Hiszpanii 30 marca 1944 r. z pomocą Maquis (francuskiego ruchu oporu) i wrócił do Anglii 15 maja 1944 r. 
Yeager został przywrócony do walki w powietrzu, pomimo obowiązującego w tym czasie rozporządzenia zabraniającego pilotom, którzy po zestrzeleniu uciekli z terenu okupowanego dzięki pomocy ruchu oporu, ponownego przelotu nad terytorium wroga. Chodziło o to, by w razie ponownego zestrzelenia Niemcy nie mogli wymusić od pilota informacji na temat partyzantów. 12 czerwca 1944 r.  Yeager wraz z innym pilotem P-51, porucznikiem Fredem Gloverem, rozmawiał bezpośrednio z Naczelnym Dowódcą Sił Sprzymierzonych, generałem Dwightem D. Eisenhowerem na temat przywrócenia ich do lotów bojowych. „Zrobiłem takie piekło, że generał Eisenhower w końcu pozwolił mi wrócić do mojej eskadry” – powiedział Yeager. „Dopuścił mnie do walki po D-Day, ponieważ wszyscy wolni Francuzi - Maquis i inni partyzanci, już się nie ukrywali”. Eisenhower, po uzyskaniu zgody Departamentu Wojny na pozytywne rozpatrzenie wniosków, zgodził się z Yeagerem i Gloverem. W ten sposób Yeager  dołączył powtórnie do 363. Dywizjonu Myśliwskiego, wykonując kolejne misje bojowe nad terytorium francuskim.
Wyróżnił się tym, że jako pierwszy pilot amerykański stał się asem w jeden dzień – zestrzeliwując pięć wrogich maszyn w ciągu jednej misji. Dwa z tych zwycięstw zdobył bez oddania ani jednego strzału. Kiedy ustawiał się na pozycji do oddania strzału do Messerschmitta Bf 109, pilot niemieckiego myśliwca wpadł w panikę, przechylił się na lewą burtę i zderzył ze swoim skrzydłowym. Pod koniec wojny miał na swoim koncie 11,5 potwierdzonych zwycięstw, z czego jedno w walce z pierwszym odrzutowym myśliwcem niemieckim Messerschmitt Me 262. Dodatkowo podczas misji treningowej zestrzelił nad Morzem Północnym niemiecki myśliwiec Junkers Ju 88, atakujący załogę amerykańskiego bombowca B-17 Flying Fortress, ale ponieważ Yeager nie wypełniał wtedy misji bojowej, jego fotokarabin rejestrujący przebieg walk powietrznych był niesprawny, dlatego zestrzelenie zaliczono na konto jego skrzydłowego, Eddiego Simpsona.
Swoją 61. i ostatnią misję odbył 15 stycznia 1945 r. Wrócił do Stanów Zjednoczonych w stopniu kapitana na początku lutego 1945 r. 

### Po wojnie

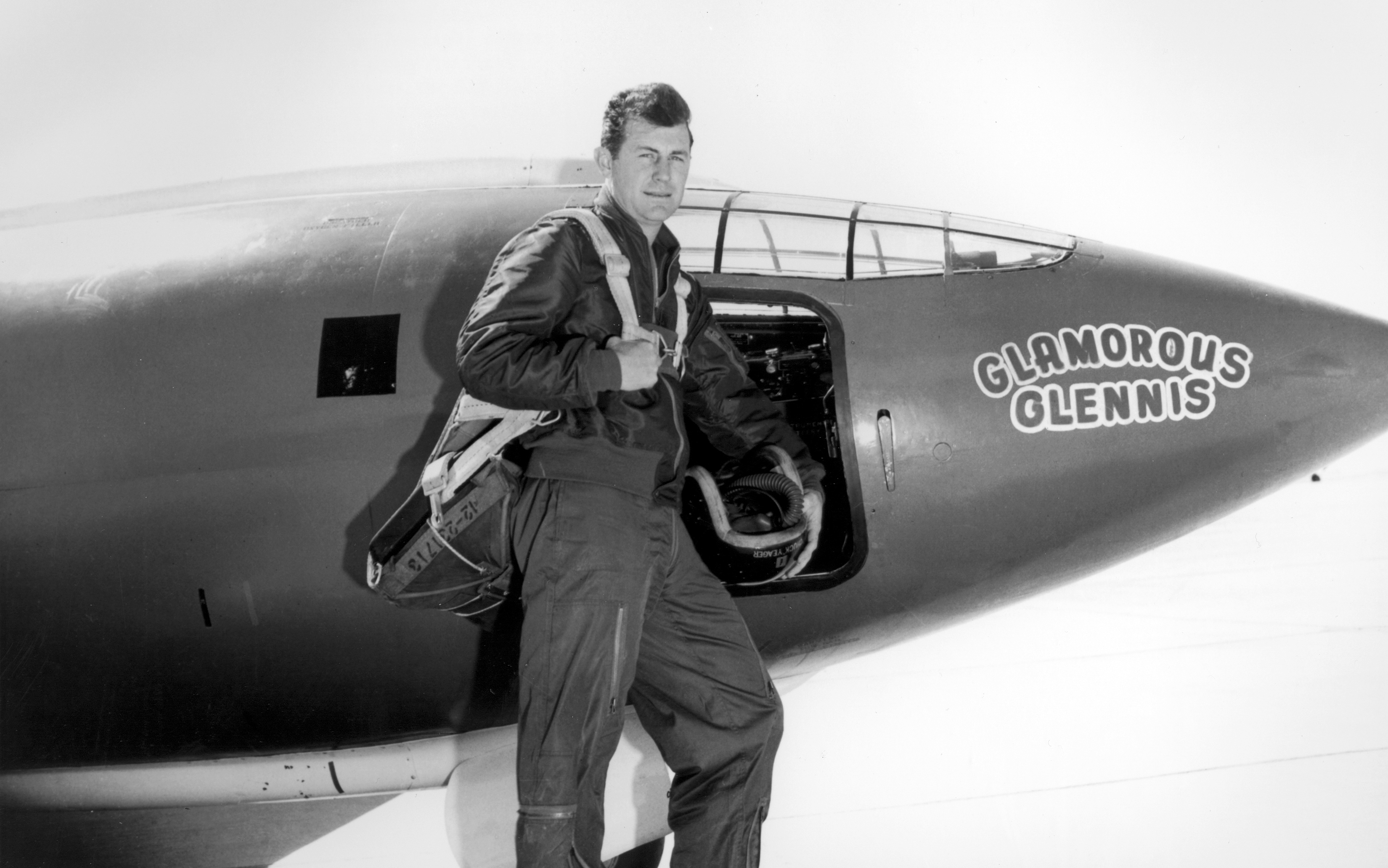
Yeager przy samolocie Bell X-1

Po wojnie pozostał w US Air Force, stając się pilotem doświadczalnym, uczestnicząc w badaniach samolotów odrzutowych, oraz zdobycznych myśliwców niemieckich i japońskich. Po włączeniu go do programu NACA badań samolotu rakietowego Bell X-1 (który również nazwał na cześć żony: Glamorous Glennis), został wytypowany na jego pilota i 14 października 1947 jako pierwszy człowiek oficjalnie przekroczył barierę dźwięku (nieoficjalnie o dwa tygodnie wyprzedził go George Welch, ale z powodu braku przyrządów pomiarowych na jego F-86 Sabre rekordu Welcha nigdy nie zweryfikowano). Było to pierwsze przekroczenie prędkości dźwięku w locie poziomym, a także pierwsze oficjalnie zarejestrowane przekroczenie prędkości dźwięku przez człowieka.
Od 1953 uczestniczył w programie Bell X-1A, który miał na celu przekroczenie dwukrotnej prędkości dźwięku (2 Ma) w locie poziomym. Chociaż tym razem nie był pierwszym pilotem przekraczającym podwójną prędkość dźwięku (stał się nim Scott Crossfield na samolocie Douglas Skyrocket), jednak wkrótce pobił jego rekord osiągając prędkość 2,44 Ma. Podczas tego lotu maszyna straciła sterowność, opadając ponad 10000 metrów, lecz udało się odzyskać kontrolę nad samolotem. Chuck Yeager jako pierwszy amerykański pilot testował radziecki myśliwiec MiG-15, który dostał się w ręce Amerykanów po ucieczce północnokoreańskiego pilota do Japonii.

### Późniejsze lata
W 1962 został komendantem Szkoły Pilotów Programu Badawczego Przestrzeni Kosmicznej USAF (USAF Aerospace Research Pilot School). 10 grudnia 1963 należący do szkoły i pilotowany przez Yeagera zmodyfikowany samolot NF-104A rozbił się, ale pilot zdążył się katapultować i wylądować ze spadochronem, odnosząc oparzenia gazami wylotowymi pochodzącymi z rakietowego systemu fotela katapultowego. Podczas tej misji Yeager jako pierwszy pilot amerykański użył specjalnego kombinezonu ciśnieniowego przeznaczonego do lotów na dużych wysokościach.
Między grudniem 1963 a styczniem 1964 odbył 5 lotów na samolocie eksperymentalnym NASA M2-F1. W 1966 objął dowodzenie 405. Skrzydłem Myśliwskim, którego jednostki rozmieszczone były w południowym Wietnamie i Azji południowo-wschodniej. Podczas wojny wietnamskiej odbył 127 misji bojowych. W 1969 został mianowany zastępcą dowódcy 17. Floty Powietrznej (17th Air Force) w Ramstein i awansowany do stopnia generała brygady (brigadier general).
W 1975 przeszedł na emeryturę, lecz wciąż latał dla NASA i USAF jako pilot-konsultant w bazie Edwards. Swój ostatni lot w Siłach Powietrznych USA na F-15 Eagle odbył 14 października 1997, w 50. rocznicę swego historycznego lotu, w czasie którego przekroczył prędkość dźwięku.
Stał się jednym z najbardziej znanych i honorowanych pilotów amerykańskich. Latał na 201 typach samolotów wojskowych, osiągając 14 tysięcy godzin nalotu. Odznaczony był szeregiem odznaczeń wojskowych i cywilnych, w tym Distinguished Service Medal (dwukrotnie), Silver Star (dwukrotnie), Distinguished Flying Cross (trzykrotnie), Air Medal z 10 liśćmi dębowymi, Prezydenckim Medalem Wolności (1985), złotym medalem FAI, a także nagrodą Harmon Trophy. W 1989 – będąc już od dawna w stanie spoczynku – otrzymał awans na generała dywizji (major general) w uznaniu znaczących zasług dla United States Air Force.